# 20155 Utewindolf
20155 Utewindolf (1996 TS11) là một tiểu hành tinh vành đai chính được phát hiện ngày 13 tháng 10 năm 1996 bởi P. G. Comba ở Prescott.